# نواة المغناطيس
نواة المغناطيس هي قطعة من مادة مغناطيسية توجد في لب المغناطيس ووتصف بأنها ذات نفاذية مرتفعة، وتستخدم من أجل حصر وتوجيه الحقول المغناطيسية في عدد من الأجهزة، مثل المغناطيس الكهربائي والمحولات والمحركات الكهربائية والمولدات الكهربائية والمحثات.
تصطنع نوى المغانط من عناصر ذات مغناطيسية حديدية مثل الحديد أو من مركبات فريمغناطيسية مثل الفرّيت. يعد الحديد أكثر المواد استخداماً في تركيب نوى المغانط، إذ يستطيع أن يتحمل مستويات مرتفعة من الحقول المغناطيسية من غير أن تحدث له عملية تشبع مغناطيسي.